# Christophe Marchand (Schwimmer)
Christophe Marchand (* 6. August 1972 in Villeparisis) ist ein ehemaliger französischer Schwimmer. Er gewann bei Europameisterschaften eine Bronzemedaille und siegte dreimal bei Mittelmeerspielen.

## Sportliche Karriere
Marchand schwamm zunächst für Villeparisis N und dann für den Racing Club de France.
Marchands internationale Karriere begann bei den Olympischen Spielen 1988 in Seoul. Über 1500 Meter Freistil wurde er im Vorlauf 12. unter 35 Teilnehmern, für das Finale fehlten ihm rund viereinhalb Sekunden. 1991 bei den Mittelmeerspielen in Athen siegte er über 400 Meter Freistil. Über 400 Meter Lagen wurde er Fünfter und über 200 Meter sowie 1500 Meter Freistil schwamm er auf den siebten Platz. Mit der 4-mal-200-Meter-Freistilstaffel gewann er die Silbermedaille hinter den Italienern. Ein Jahr später bei den Olympischen Spielen in Barcelona schied er über 1500 Meter Freistil als 14. im Vorlauf aus. Über 400 Meter Freistil wurde er als Fünfter des B-Finales 13. der Gesamtwertung.
Die Mittelmeerspiele 1993 fanden im Juni in Languedoc-Roussillon statt. Marchand gewann erneut über 400 Meter Freistil und siegte diesmal auch mit der 4-mal-200-Meter-Freistilstaffel. Im August bei den Europameisterschaften in Sheffield erreichte die 4-mal-200-Meter-Freistilstaffel mit Christophe Bordeau, Lionel Poirot, Yann de Fabrique und Christophe Marchand das Ziel als Dritte hinter den Russen und den Deutschen. Im Jahr darauf bei den Weltmeisterschaften in Rom wurde die 4-mal-200-Meter-Freistilstaffel mit Lionel Poirot, Thierry Leleuch, Frédéric Lefèvre und Christophe Marchand Achte. Marchand war noch einige Jahre aktiv, erreichte aber keinen Endlauf bei internationalen Meisterschaften mehr.

## Familie
Christophe Marchand ist der Bruder von Xavier Marchand. Xavier ist mit Céline Bonnet verheiratet. Beider Sohn Léon Marchand war 2021 der vierte Schwimm-Olympiateilnehmer aus der Familie.